# Općina Ormož
Općina Ormož (slo.:Občina Ormož) je općina u istočnoj Sloveniji u pokrajini Štajerskoj i statističkoj regiji Podravskoj. Središte općine je naselje Ormož s 12.783 stanovnika. 

## Zemljopis
Općina Ormož nalazi se u istočnom dijelu Slovenije. Južna i istočna granica općine je istovremeno i državna granica s Hrvatskom. Područje općine je prelazno područje između brdovitoga područja Slovenskih Gorica i ravničarske doline rijeke Drave.
U općini vlada umjereno kontinentalna klima.
Najvažniji vodotok u općini je Drava, koja je i granica prema Hrvatskom. Svi ostali vodotoci su mali i pritoci su Drave. Od njih bitna je jedino rječica Pesnica, koja se na području općine ulijeva u Dravu.

## Naselja u općini
Bresnica, Cerovec Stanka Vraza, Cvetkovci, Dobrava, Dobrovščak, Drakšl, Frankovci, Gomila pri Kogu, Hajndl, Hardek, Hermanci, Hujbar, Hum pri Ormožu, Ivanjkovci, Jastrebci, Kajžar, Kog, Krčevina, Lačaves, Lahonci, Lešnica, Lešniški Vrh, Libanja, Litmerk, Loperšice, Lunovec, Mala vas pri Ormožu, Mali Brebrovnik, Mihalovci, Mihovci pri Veliki Nedelji, Miklavž pri Ormožu, Ormož, Osluševci,  Pavlovci, Pavlovski Vrh, Podgorci, Preclava, Pušenci, Ritmerk, Runeč, Senešci, Sodinci, Spodnji Ključarovci, Stanovno, Strezetina, Strjanci, Strmec pri Ormožu, Šardinje, Trgovišče, Veličane, Velika Nedelja, Veliki Brebrovnik, Vičanci, Vinski Vrh, Vitan, Vodranci, Vuzmetinci, Zasavci, Žerovinci, Žvab

## Vanjske poveznice
- Službena stranica općina